# Quadrilha Junina Babaçu
Quadrilha Junina Babaçu é uma agremiação folclórica do Ceará, que participa de apresentações juninas de dança de quadrilha.
Fundada no ano de 1989, é a primeira quadrilha via Streaming. A Junina Babaçu conquistou em 2011 o título de Campeã Cearense homenageando o Centenário de Juazeiro do Norte. No ano de 2012,  escolheu o tema "O cangaço é espetáculo de encantamento nas noites de São João". A quadrilha representou o Ceará no Festival de Quadrilhas Juninas do Nordeste, apresentando todo o legado cultural e seus principais personagens que norteiam o imaginário da cultura popular. 
No ano de 2013, mostrou o forró como guia do povo nordestino.  Em 2014, o "Destino" fez o São João da Junina Babaçu, conquistando o Bicampeonato Cearense e o 3º lugar no Festival Nacional de Quadrilhas. 
Em 2015, "A Grande Ópera Junina", ganhou vida no São João. A ópera "A Noite de São João" escrita por José de Alencar e regida pelo maestro Elias Álvares de Lobo. deixou de ser uma obra esquecida no tempo e passou a ser o espetáculo mais premiado e elogiado do São João Brasileiro. A obra original foi executada apenas duas vezes em toda a sua história: em 1859 para Dom Pedro II e ao próprio criador, e em São Paulo pelo Coral de Vozes de Itu na década de 90. Veio o Tricampeonato Cearense e o título de melhor quadrilha do Festival Brasil Junino. Além do apoteótico título no Festival Interestadual de Mossoró Cidade Junina. 
No ano de 2016, o Boi Babaçu virou o Boi do Brasil. O resgate cultural e folclórico da festa do Boi-Bumbá, deu à Babaçu e ao Ceará, o título de Campeã do Festival de Quadrilhas Juninas do Nordeste realizado anualmente e tradicionalmente em Pernambuco. Somado a isto, veio o Tetracampeonato Cearense e o Bicampeonato do Festival Brasil Junino.palco    
No ano de 2017, o Baião estreou como palco de apresentação da Junina Babaçu, levando a mesma a ser campeã no Ceará e representou o estado, novamente com o título de Bicampeã do Festival Junino do Nordeste (Global), se tornou Tricampeã no Festival Brasil Junino.   
Em 2018 a Babaçu representou a força do povo nordestino com o tema "A força que nunca seca", ficou em segundo lugar no concurso da Globo nordeste.   
Adriana dias é considerada a rainha da modernidade, ela dançou na Babaçu de 2014 até 2019.   
Emanuelle Freitas era a noiva da Babaçu ao lado de Nelson eram o melhor casal de noivos do Brasil, os dois apresentaram juntos até 2017, em 2018 Nelson deu uma pausa no no mundo junino e Alessandro Mesquita entrou em seu lugar, os dois foram intitulados como "O novo amor do São João". Em 2019, Alessandro voltou a ser brincante, Emanuelle deixou a Junina e Nelson voltou a ocupar o cargo de noivo da Babaçu ao lado de Suellen Albuquerque.    
Em 2019,  "O grande encontro", conquistou o 3° lugar no concurso global e o troféu do Festejo Ceará Junino, promovido pelo Governo do Esatado do Ceará.         